# Эта Малой Медведицы
Анвар аль Фаркадин (η UMi) — седьмая по светимости звезда в созвездии Малой Медведицы.

## Описание
Эта Малой Медведицы — двойная звёздная система с главной звездой η UMi А бело-жёлтого карлика главной последовательности спектрального класса F5V который имеет видимую звёздную величину 4,95m и его малоизученного компонента η UMi B, предположительно красного карлика главной последовательности спектрального класса M4V, находящийся от своего главного компонента на расстоянии приблизительно в 13,18 световых годах.
Главный компонент двойной системы Эта Малой Медведицы А по современным данным исследований на 2018 год, имеет среднюю температуру 6879К (6529.225К — 7079.8496К), средняя светимость в солнечных 7,52L☉ (7.48L☉ — 7.56L☉), по расчётам зависимости температура — светимость, имеет радиус 1,93R☉ и массу 1,66 M☉. Приблизительный возраст звезды не менее 2,05 млрд лет. Звезда находится на расстоянии в 96,3 световых лет от Земли.

## Наименование звезды
Название звезды исходит от арабских источников и имеет соответствующее название. В каталоге 1971 года именуется как Anwa Farcadin. Также в некоторых каталогах именуется как Алассо.

## Будущее звезды
Жизненный цикл таких звёзд примерно 4 — 6 млрд лет, в зависимости от массы, температуры, размера и светимости. В конце своего жизненного пути звезда станет красным гигантом, после чего сбросит внешнюю оболочку и оставит после себя белого карлика.